# Patricio Kaulen
Patricio Kaulen Bravo (Santiago, 8 de abril de 1921 - íb., 23 de febrero de 1999), fue un ejecutivo, cineasta y documentalista chileno.

## Biografía
Nació el 8 de abril de 1921 en Santiago. Kaulen inició su carrera en el cine como actor y ayudante de dirección de Escándalo, largometraje de Jorge Délano. Posteriormente fue director técnico de los filmes de José Bohr.  Asumió como jefe de producción de Chilefilms, cargo que ocupó desde 1942 hasta 1947. El 23 de diciembre de 1965, fue nombrado presidente de la empresa audiovisual. Renunció en 1970; durante ese período produce 36 documentales sobre el desarrollo económico del país e inicia el noticiario Chile en marcha.

## Filmografía
- Nada más que amor (1942)
- Encrucijada (1947)
- El agua y el cobre (1957, primer documental chileno filmado en colores)
- La metalurgia del cobre (1960, documental)
- Un hogar en su tierra (1961, documental)
- Largo viaje (1967)
- La casa en que vivimos (1970)